# Citrus Bowl 2016 (décembre)
Ne doit pas être confondu avec Citrus Bowl 2016 (janvier), joué dans le cadre de la saison universitaire 2015.
Match précédent Match suivant
Le Citrus Bowl 2016 de décembre est un match de football américain de niveau universitaire joué après la saison régulière de 2016, le 31 décembre 2016 au Orlando Citrus Bowl d'Orlando en Floride.
Il s'agit de la 71e édition du Citrus Bowl.
Le match met en présence les équipes de Louisville issue de l'Atlantic Coast Conference et de LSU issue de la Southeastern Conference.
Sponsorisé par la franchise de restaurant Buffalo Wild Wings, le match est officiellement dénommé le Buffalo Wild Wings Citrus Bowl.
Le match débute à 11:08 heures locales et est retransmis en télévision par ABC.
Louisiana state gagne la match 29 à 9.

## Présentation du match
| Équipes                                                                                          | Conférences | Entraîneurs   | Stats. saison rég. | Classements avant le bowl : CFP-AP-Coaches |
| ------------------------------------------------------------------------------------------------ | ----------- | ------------- | ------------------ | ------------------------------------------ |
| Cardinals de Louisville                                                                          | ACC         | Bobby Petrino | 9-3                | #13 / #15 / # 15                           |
| Tigers de LSU                                                                                    | SEC         | Ed Orgeron    | 7-4                | #20 / #19 / # 20                           |
| Arbitre : Mark Duddy de la PAC-12 Équipe donnée favorite par les bookmakers : LSU à 3,5 contre 1 |             |               |                    |                                            |

Il s'agit de la toute première rencontre entre ces deux équipes.

### Cardinals de Louisville
Avec un bilan global en saison régulière de 9 victoires et 3 défaites, Louisville est éligible et accepte l'invitation pour participer au Citrus Bowl de décembre 2016.
Ils terminent 2e de l'Atlantic Division de l'Atlantic Coast Conference derrière #3 Clemson, avec un bilan en division de 7 victoires et 1 défaites.
À l'issue de la saison 2016 (bowl non compris), ils seront classés #15 aux classements AP et Coaches et #13 au classement CFP.
Il s'agit de leur toute 1re apparition au Citrus Bowl.

### Tigers de LSU
Avec un bilan global en saison régulière de 7 victoires pour 4 défaites, LSU est éligible et accepte l'invitation pour participer au Citrus Bowl de décembre 2016.
Ils terminent 3e de la West Division de la Southeastern Conference derrière #1 Alabama et #7 Auburn, avec un bilan en division de 5 victoires pour 3 défaites.
À l'issue de la saison régulière 2016, ils seront classés #20 aux classements CFP et Coaches et # 19 au classement AP.
Il s'agit de leur 4e participation au Citrus Bowl :
| Dates            | Adversaires               | Scores  | Victoires - Défaites |
| ---------------- | ------------------------- | ------- | -------------------- |
| 22 décembre 1979 | Wake Forest Demon Deacons | 34 - 10 | G : 1 - 0            |
| 1er janvier 2005 | #11 Iowa                  | 30 - 25 | P : 1 - 1            |
| 1er janvier 2010 | Penn State Nittany Lions  | 19 - 17 | P : 1 - 2            |

## Résumé du match
| QT          | Temps       | Drive       | Drive       | Drive       | Équipe      | Description de l'action | Score | Score |
| QT          | Temps       | Jeux        | Yards       | TDP         | Équipe      | Description de l'action | LOU   | LSU   |
| ----------- | ----------- | ----------- | ----------- | ----------- | ----------- | --- | ----- | ----- |
| 1           | 07:19       | 5           | 55          | 01:11       | LOU         | FG de 24 yards par B. Creque                                                                                               | 3     | 0     |
| 2           | 14:54       | 7           | 52          | 03:41       | LSU         | TD d'1 yard par C. Jeter à la suite d'une réception de passe de QB D. Etling + 1 point de conversion par K C. Delahoussaye | 3     | 7     |
| 2           | 07:14       | 13          | 79          | 05:45       | LSU         | TD d'1 yard par D. Guice à la suite d'une réception de passe de QB D. Etling + 1 point de conversion par K C. Delahoussaye | 3     | 14    |
| 2           | 01:08       | 3           | -9          | 00:13       | LSU         | Safety à la suite du sack de QB L. Jackson par A. Key                                                                      | 3     | 16    |
| 2           | 00:00       | 4           | 3           | 00:54       | LOU         | FG de 45 yards par K B. Creque                                                                                             | 6     | 16    |
| 3           | 08:48       | 2           | 82          | 00:45       | LSU         | TD à la suite d'une course de 70 yards par D. Guice + 1 point de conversion par K C. Delahoussaye                          | 6     | 23    |
| 3           | 03:04       | 8           | 35          | 04:18       | LOU         | FG de 42 yards par K C. Delahoussaye                                                                                       | 6     | 26    |
| 4           | 14:43       | 12          | 56          | 03:31       | LOU         | FG de 30 yards par K B. Creque                                                                                             | 9     | 23    |
| 4           | 10:38       | 8           | 41          | 04:05       | LSU         | FG de 30 yards par K C. Delahoussaye                                                                                       | 9     | 29    |
| Score final | Score final | Score final | Score final | Score final | Score final | Score final | 9     | 29    |

## Statistiques[3]
| Statistiques par Équipes               | Statistiques par Équipes | Statistiques par Équipes |
| Statistiques                           | LOU                      | LSU                      |
| -------------------------------------- | ------------------------ | ------------------------ |
| 1er downs                              | 11                       | 20                       |
| Conversion de 3e Down                  | 2/17                     | 7/17                     |
| Conversion de 4e Down                  | 1/2                      | 0/0                      |
| Jeux–yards                             | 62 jeux pour 220 yards   | 70 jeux pour 394 yards   |
| Yards à la course                      | 67                       | 177                      |
| Yards à la passe                       | 153                      | 217                      |
| Passes : Réussies-Tentées-Interceptées |                          |                          |
| Réussite en zone rouge/chances         | 2/3                      | 3/3                      |
| TD                                     | 0                        | 3                        |
| Field Goals                            | 3                        | 2                        |
| Sacks (Nombre-Yards perdus)            | 1                        | 8                        |
| Fumbles (Nombre/Perdus)                | 1/1                      | 0/0                      |
| Pénalités (Nombre/Yards perdus)        | 8/56                     | 4/48                     |
| Temps de possession                    | 24:22                    | 35:38                    |

| Meilleur Joueur (MVP) | Meilleur Joueur (MVP) | Meilleur Joueur (MVP) |
| --------------------- | --------------------- | --------------------- |
| Nom                   | Équipe                | Poste                 |
| Derrius Guice         | LSU                   | RB                    |

| Statistiques Individuelles | Statistiques Individuelles | Statistiques Individuelles                                       |
| -------------------------- | -------------------------- | ---------------------------------------------------------------- |
| Quaterbacks                |                            |                                                                  |
| LOU                        | Jackson Lamar              | 10/27 passes réussies, 153 yards, 0 TD, 0 int., 84.6% QB Rating  |
| LSU                        | Etling Danny               | 16/29 passes réussies, 217 yards, 2 TDs, 1 in., 133.9% QB Rating |
| Meilleurs Coureurs         |                            |                                                                  |
| LOU                        | Jackson Lamar              | 26 courses pour 33 yards, 0 TD                                   |
| LSU                        | Guice Derrius              | 26 courses pour 138 yards, 1 TD                                  |
| Meilleurs Receveurs        |                            |                                                                  |
| LOU                        | Quick James                | 3 réceptions pour 81 yards, 0 TD                                 |
| LSU                        | Dupre Malachi              | 7 réceptions pour 139, 0 TD                                      |
| Meilleurs Tackleurs        |                            |                                                                  |
| LOU                        | Kelsey, K.                 | 5 tacles solo et 7 assistes                                      |
| LSU                        | Duke Riley                 | 4 tacles solo et 4 assistes                                      |